# شتوفنبورن
شتوفنبورن (به آلمانی: Stuvenborn) یک شهر در آلمان است که در زگه‌برگ واقع شده‌است. شتوفنبورن ۹۰۷ نفر جمعیت دارد.